# تل قصر احمر
تل قصر احمر مربوط به دوران پیش از تاریخ ایران باستان است و در شهرستان شیراز، بخش کوار، روستای قصر احمد واقع شده و این اثر در تاریخ ۲۵ اسفند ۱۳۷۹ با شمارهٔ ثبت ۳۴۳۷ به‌عنوان یکی از آثار ملی ایران به ثبت رسیده است.